# Verdi Estoni
I Verdi Estoni, ufficialmente Partito Verdi Estoni (in estone: Erakond Eestimaa Rohelised - EER) sono un partito politico estone fondato nel 2006.

## Risultati elettorali
| Elezione          | Voti   | %    | Seggi   |
| ----------------- | ------ | ---- | ------- |
| Parlamentari 2007 | 39.279 | 7,14 | 6 / 101 |
| Europee 2009      | 10.851 | 2,73 | 0 / 6   |
| Parlamentari 2011 | 21.824 | 3,79 | 0 / 101 |
| Europee 2014      | 986    | 0,30 | 0 / 6   |
| Parlamentari 2015 | 5.193  | 0,90 | 0 / 101 |
| Parlamentari 2019 | 10.227 | 1,82 | 0 / 101 |
| Parlamentari 2023 | 5.889  | 0,96 | 0 / 101 |